# Loredana Lecciso
Loredana Lecciso (Lecce, 26 agosto 1972) è una giornalista e cantante italiana.

## Biografia
Ha una sorella gemella, Raffaella, ed una sorella minore. Giornalista pubblicista dal 2001, dopo essere stata criticata dall'Ordine per le sue partecipazioni televisive e i comportamenti tenuti in tali occasioni, ne è stata radiata, ufficialmente per il mancato pagamento delle quote. Successivamente, nel 2022, è stata reintegrata nell'albo. Dal 1993 al 1996 è stata sposata con Fabio Cazzato, dal quale ha avuto una figlia, Brigitta. È stata successivamente la compagna del cantautore Al Bano, dal quale ha avuto altri due figli: Jasmine, nata il 14 giugno 2001, e Albano Jr., detto Bido, nato nel 2002.
Negli anni duemila, proprio in virtù della relazione con Al Bano, è stata circondata dal clamore mediatico ed è comparsa in numerose trasmissioni. Criticata in molti programmi, ha finito per diventare protagonista di altri, come ad esempio I raccomandati, Domenica in, Striscia la notizia e Buona Domenica. Nel marzo 2007 è stata ascoltata come persona informata sui fatti nel processo Vallettopoli contro Fabrizio Corona, ma ha negato di essere mai stata ricattata per non far pubblicare sue foto, così come ha negato di essersi accordata con Corona per ottenere foto falsamente compromettenti che raggiungessero le copertine delle riviste di gossip.

### Televisione
Inizia la sua carriera televisiva nella piccola emittente televisiva leccese Canale Otto, di proprietà dell'ex-marito e dell'ex-suocero, rispettivamente Fabio e Antonio Cazzato. Le prime apparizioni sulle emittenti televisive nazionali coincidono con l'inizio della relazione con Al Bano, in particolare come ospite nelle trasmissioni da lui condotte. In seguito ha partecipato nel 2004 al reality show televisivo La fattoria (dove è stata la prima concorrente eliminata) e, in coppia con la sorella Raffaella, al programma televisivo Domenica in condotto da Mara Venier e a I raccomandati di Carlo Conti.
Fra l'autunno 2004 e l'inverno 2005 i litigi in diretta televisiva con un furente Al Bano si sono svolti a colpi di battute e controbattute dei due. Tutti i rotocalchi specializzati in cronaca rosa e i programmi televisivi hanno costruito intorno alle gemelle Lecciso quello che è stato considerato negli anni duemila un vero e proprio fenomeno di costume. Dopo qualche tempo al duo si è aggiunta anche la sorella Amanda. Ai picchi d'ascolto a cui sono andati incontro i programmi in cui lei e le sue sorelle erano ospiti non ha corrisposto il gradimento del pubblico dal vivo: le showgirl, nel corso di un'apparizione al carnevale di Fano, sono state vittime di sfottò e lanci di uova.
Nell'ottobre 2005, a seguito di un'intervista del compagno, annuncia ad un settimanale di volerlo lasciare e di volersi allontanare da Cellino San Marco, il paese natale di Al Bano, dove i due abitavano con i figli. Nei primi mesi del 2006 alcuni media hanno riportato la notizia che Forza Italia sarebbe stata interessata a candidarla nelle imminenti elezioni politiche, voce che non si è tuttavia rivelata veritiera, anche se al tempo aveva provocato alcune dichiarazioni di disaccordo da parte di esponenti di Alleanza Nazionale e anche una smentita da parte del partito.
Nella primavera del 2007 era stato annunciato da alcuni media che Loredana Lecciso, forse insieme alla sorella Raffaella, avrebbe ripreso la carriera televisiva, con un programma itinerante, da condurre per Mediaset, sull'esempio del Karaoke lanciato negli anni novanta da Fiorello, ma con un occhio di riguardo per il ballo. Di questo programma sarebbe stata prevista prima dell'estate 2007 la realizzazione di una puntata pilota. Nell'agosto 2007 la Lecciso, in un'intervista a Novella 2000, rivela di aver effettivamente registrato la puntata pilota di un programma sulla danza con Davide Mengacci, ma di non sapere quando, durante la successiva stagione televisiva, il programma sarebbe stato collocato in onda. Da allora del progetto non si sono tuttavia più avute notizie.
Il 27 dicembre 2009 viene interamente dedicata alla showgirl leccese una puntata del programma di Canale 5 Striscia la Domenica, versione festiva di Striscia la notizia, condotta dagli inviati del tg satirico. Conduttori della puntata monografica sono stati Capitan Ventosa (Luca Cassol) e Moreno Morello. Dal 24 febbraio 2010 partecipa alla settima edizione del reality show L'isola dei famosi su Rai 2, condotto da Simona Ventura con Rossano Rubicondi, venendo eliminata nel corso della quarta puntata.
Negli anni duemiladieci è stata ospite ricorrente in programmi specializzati in cronaca rosa, come La vita in diretta (su Rai 1) o Le amiche del sabato (sempre su Rai 1) e, successivamente, nel salotto di Domenica Live, trasmissione condotta da Barbara D'Urso su Canale 5. Nell'estate del 2017 conduce assieme a Monica Setta e Rita dalla Chiesa la trasmissione Le donne lo sanno, in onda su Radionorba e Radionorba TV. Nel marzo del 2018 debutta come attrice a teatro prendendo parte allo spettacolo Le ultime parole di Cristo.

### Musica
Il 9 dicembre 2005 è uscito il suo primo singolo, intitolato Si vive una volta sola, il cui testo è fortemente autobiografico e scritto dallo stesso autore di Julio Iglesias. Il singolo è salito sino al ventesimo posto della classifica ed ha ottenuto un discreto successo, venendo prodotto anche in una versione spagnola. Il brano le ha permesso di consacrarsi a icona gay, poiché spesso trasmesso nelle più importanti discoteche di settore. Il suo secondo singolo, dal titolo Tuka kulos (Do do di da), pubblicato a giugno 2007, è stato reso disponibile solo su internet e nelle programmazioni radiofoniche; in particolare è stato pubblicizzato (o per meglio dire sbeffeggiato) dal programma di Fiorello e Marco Baldini Viva Radio 2. La showgirl ha inoltre affermato che il brano è stato scritto da una sua fan:. Nel 2009 ha pubblicato una sua versione di Se mi lasci non vale, il successo di Luciano Rossi inciso anche da Julio Iglesias. Al momento, i brani di Loredana Lecciso non sono disponibili per l'acquisto sulle piattaforme digitali.

## Programmi televisivi
- La fattoria (Italia 1, 2004) - Concorrente
- Striscia la Notizia (Canale 5, 2004-2005) - Velina con Raffaella Lecciso; co-conduttrice con Pino Insegno e Pino Campagna il 21 aprile 2005[19]
- Buona Domenica (Canale 5, 2005-2006) - Ospite fissa
- L'isola dei famosi 7 (Rai 2, 2010) - Concorrente
- Le donne lo sanno (Radionorba TV, 2017) - Co-conduttrice

## Discografia

### Singoli
- 2005 – Si vive una volta sola
- 2007 – Tuka Kulos
- 2009 – Se mi lasci non vale
- 2016 – Balla con me (con Raffaella Lecciso)

## Teatro
- Le ultime parole di Cristo, regia di Fredy Franzutti (2018)